# 杨震 (1961年)
杨震（1961年11月—），江苏常州人，中华人民共和国政治人物，副国级领导人，中国农工民主党成员。南京邮电学院本科、硕士毕业，擁有上海交通大学通信与信息系统专业博士学位。第十、十一、十二届全国人大代表。现任第十四届全国政协副主席、中国农工民主党中央副主席，曾任南京邮电大学校长。
2000年4月，任南京邮电学院信息工程系副主任。2001年12月，任南京邮电学院副院长。2006年6月任南京邮电大学校长。
2007年当选农工党十四届中央副主席。2012年当选农工党十五届中央副主席。2018年2月24日，当选为第十三届全国人大代表。2022年12月8日，当选农工党十七届中央常务副主席。2023年3月10日，在中國人民政治協商會議第十四屆全國委員會上，当选为全国政协副主席。